# Damaidi
Damaidi (chinois simplifié : 大麦地 ; chinois traditionnel : 大麥地 ; pinyin : Dàmàidì ; littéralement : Grand champ de blé) est un petit village situé près de la ville de Zhongwei (中卫), dans la province de Ningxia (宁夏), dans le Nord de la Chine. Damaidi a donné son nom à un site de gravures rupestres, situé à proximité du village, au milieu des monts Beishan, sur la rive nord du fleuve Jaune.

## Description
Répartis sur une superficie d'environ 15 km2, les pétroglyphes sont gravés sur les falaises des montagnes environnant le village de Damaidi. On en a recensé à ce jour 3 172, qui représentent 8 453 figures individuelles.
Les gravures de Damaidi, qui pourraient remonter au Néolithique, incluent des dessins figuratifs et des symboles abstraits. On voit notamment des représentations du soleil, de la lune, et de divers autres astres, ainsi que des scènes humaines de chasse, d'élevage, et de combat. 

## Les plus anciens caractères chinois?
Selon les archéologues chinois, certains des symboles (plus de 1 500) ressemblent un peu aux anciens caractères chinois pictographiques. De nombreux pictographes se répètent des dizaines ou des centaines de fois, avec une forme, une taille, et probablement une signification semblables.
Cela pourrait reculer l'origine de l'écriture chinoise, qui ne date, selon les connaissances admises, que des inscriptions oraculaires sur os ou écaille de tortue, trouvées à Anyang et datées d'environ 1200 av. J.-C..

## Autres sites
Le site de Damaidi est proche d'une autre région riche en pétroglyphes, celle des monts Helan, dans la même province de Ningxia.